# Palpares stuhlmanni
Palpares stuhlmanni är en insektsart som beskrevs av Hermann Julius Kolbe 1897. Palpares stuhlmanni ingår i släktet Palpares och familjen myrlejonsländor. Inga underarter finns listade i Catalogue of Life.